# От Бейрута до Иерусалима
От Бейрута до Иерусалима (англ. From Beirut to Jerusalem) — книга 1989 года американского журналиста Томаса Л. Фридмана, описывающая его дни работы репортёром в Бейруте во время гражданской войны в Ливане и в Иерусалиме в первый год Первой интифады.
Фридман написал 17-страничный эпилог для первого издания в мягкой обложке (Anchor Books, 1990), посвящённый возможностям мирного урегулирования ситуации в Израиле и Палестине.

## Критика
Книга получила Национальную книжную премию 1989 года в области документальной литературы, а также премию Корнелиуса Райана. В рецензии на книгу для The Village Voice литературовед и интеллектуал Эдвард Саид раскритиковал то, что он считал наивным, высокомерным и ориенталистским описанием израильско-палестинского конфликта.